# Andinobates claudiae
Espèce
Synonymes
- Dendrobates claudiae Jungfer, Lötters & Jörgens, 2000
- Ranitomeya claudiae (Jungfer, Lötters & Jörgens, 2000)

Statut de conservation UICN

 DD  : Données insuffisantes
Statut CITES
Andinobates claudiae est une espèce d'amphibiens de la famille des Dendrobatidae.

## Répartition
Cette espèce est endémique de la province de Bocas del Toro au Panama. Elle se rencontre  de 5 à 140 m d'altitude.

## Description
Le mâle holotype mesure 13,4 mm.

## Étymologie
Cette espèce est nommée en l'honneur de Claudia Noel Vlasimsky.

## Publication originale
- Jungfer, Lötters & Jörgens, 2000 : Der kleinste Pfeilgiftfrosch - eine neue Dendrobates-Art aus West-Panama. The smallest poison-arrow frog - a new Dendrobates species from West Panama. Herpetofauna, vol. 22, no 129, p. 11-18 (texte intégral).